# 副島優子
副島 優子（そえじま ゆうこ、1987年9月1日 - ）は、NHK千葉放送局の元契約キャスター。元福井テレビアナウンサー。

## 人物
- 大妻多摩中学校・高等学校を経て横浜国立大学教育人間科学部卒業後、2010年福井テレビ入社。3年間勤務した後、2013年よりNHK千葉放送局に移籍。

- 大学在学中の2006年、ミス横浜国立大学にノミネート（このときのグランプリは福田萌）。2008年1月、tvkの情報番組『みんなが出るテレビ』（以下みんテレ）の女子大生レポーターとして同級生（学部も同じ）である楪望（ゆずりは・のぞみ）[1]（元テレビ大阪アナウンサー、元広島ホームテレビアナウンサー）と同時加入。初レポートは横浜アリーナで行われた横浜市の成人式だった[2]。持ち前の明るさを前面に出し、番組に貢献したが、同年12月、番組終了と同時にレポーターを卒業した。
- 2008年4月から1年間、横浜観光親善大使を務めた。

- 趣味はアイスクリームの食べ歩き、絵画鑑賞、ミュージカル観賞、お菓子作り、旅行。
- 好きな言葉は「明日は明日の風が吹く」。
- 好きな歌手は絢香。
- 好きな本は村上春樹の海辺のカフカ、三好和義の写真集。
- 好きな映画はマンマ・ミーア!、天空の城ラピュタ、スター・ウォーズ・シリーズ、ゴースト。
- 中学・高校時代はダンス部所属。そのため身体が柔らかく、立ちブリッジができる。

## 過去の出演番組
- みんなが出るテレビ（tvk、2008年1月8日～2008年12月23日）
- いよっ!日本一「東西対抗今年も元気だ!（お正月スペシャル）」（2009年1月1日、NHK総合）-神奈川県代表（横浜観光親善大使）として出演。
- わんだふるタイム（福井テレビ、毎月最終土曜日11:25～11:30）
- ひるどき情報ちば
- ひるまえ ほっと
- 首都圏ネットワーク